# Latkes

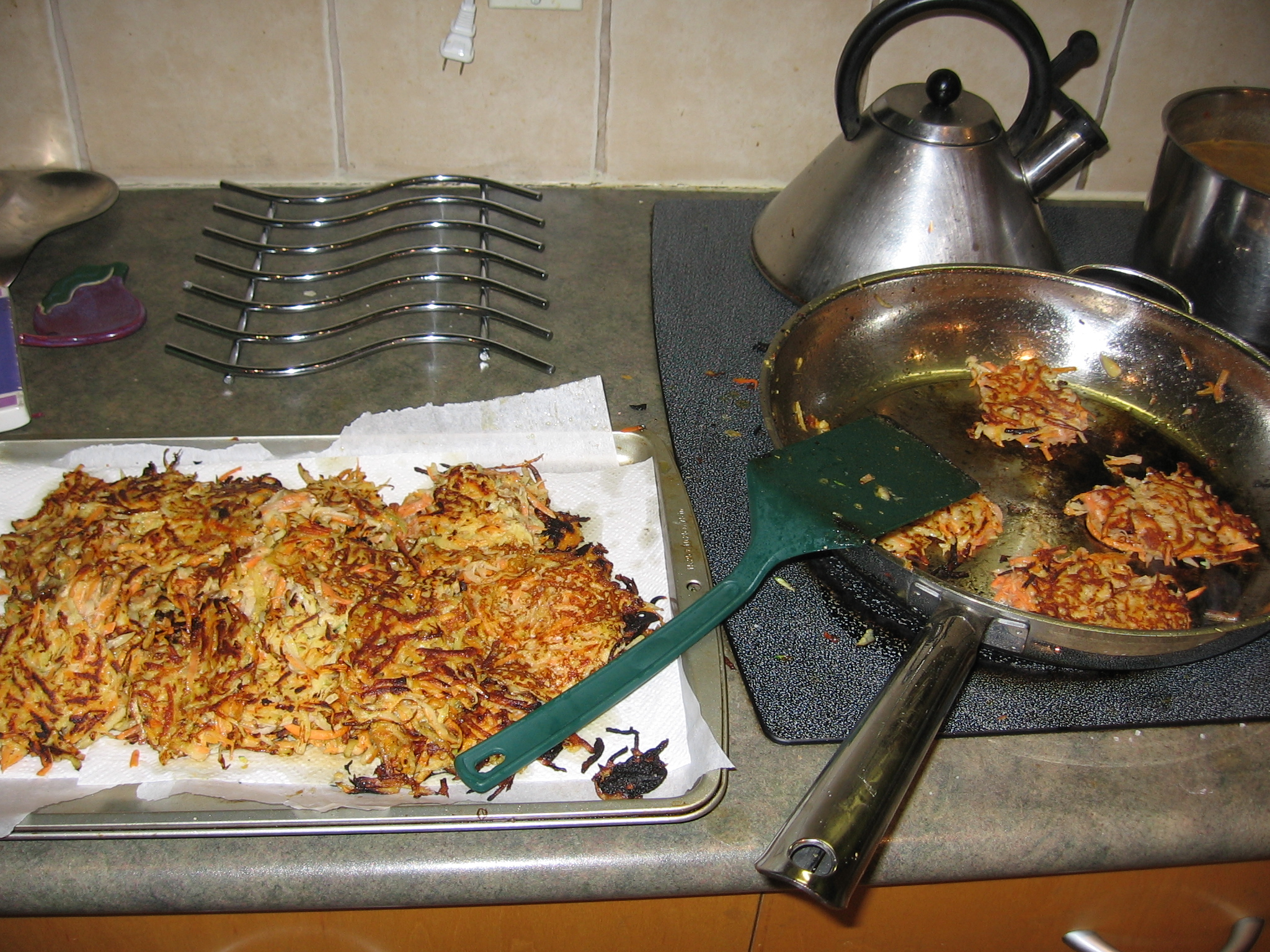
Latkes

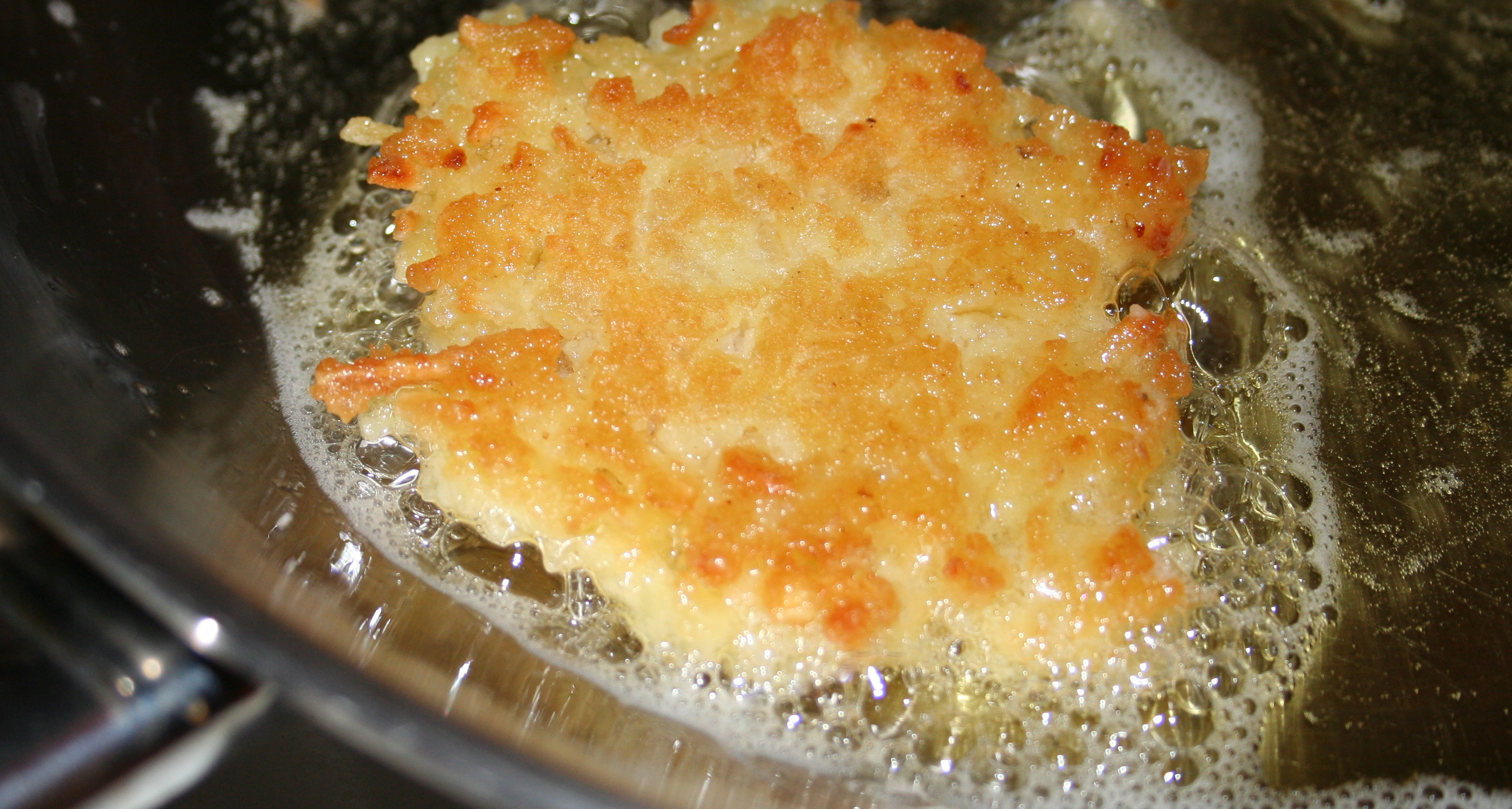
Latkes

Latkes (jiddisch: לאטקעס, hebr.  לביבות Levivot), manchmal auch Latkas, sind kleine, frittierte Kartoffelpuffer, die in der jüdischen Küche als Beilagen zu Mahlzeiten serviert werden.

## Ursprung
Kartoffelpuffer, auch Reibekuchen genannt, sind kein rein jüdisches Rezept, sondern stammen aus Osteuropa. Dort werden sie auch heute noch in vielen Variationen gegessen. Latkes sind auch heute noch in der jüdischen Tradition Europas und der Vereinigten Staaten fest verankert. Zwar können Latkes zu jeder Gelegenheit gegessen werden, gehören aber traditionell zum Menü des Festes Chanukka. Sie haben dabei keine rituelle Bedeutung. Chanukka ist das Fest des Wunders um die Vermehrung des Öls; deswegen werden beim Festessen vornehmlich in Öl gebackene Speisen, wie zum Beispiel Latkes, serviert.
In Israel werden Latkes ebenfalls gern gegessen; dort sind sie unter dem Namen Levivot verbreitet.

## Zubereitung
Das Grundrezept für Latkes kennt viele Variationen; meist beziehen sie sich auf die Details der Vorbereitung der einzelnen Zutaten. So werden zum Beispiel die Kartoffeln manchmal in feine Streifen geschnitten, manchmal fein zerrieben. Gelegentlich weichen auch die Zubereitungsformen voneinander ab. Latkes werden überwiegend mit Apfelmus oder Sauerrahm serviert.